# Flughafen Kuwait

i7
i11
i13
Der Flughafen Kuwait (arabisch مطار الكويت الدولي, IATA-Code: KWI, ICAO-Code: OKKK) ist ein internationaler Verkehrsflughafen im Emirat Kuwait. Er liegt 16 Kilometer südlich des Zentrums der Stadt Kuwait im Gouvernement al-Farwaniyya. Die nationale Fluggesellschaft Kuwait Airways unterhält hier ihre zentrales Luftfahrt-Drehkreuz. Der Flughafen ist sowohl Passagier- als auch Militärflugplatz. Eigentümer ist das „Directorate General of Civil Aviation of Kuwait“. Hier befindet sich auch ein Museum der Kuwait Air Force. Ein eingerichteter Busverkehr bringt Touristen in etwa 30 Minuten vom Stadtzentrum zum Flughafen.

## Allgemein
Der Flughafen Kuwait verfügt über zwei Pisten (15R/33L, 15L/33R), die jeweils 3400 und 3500 Meter lang sind. Einige am Flughafen vertretene Fluggesellschaften bieten von Kuwait aus auch interkontinentale Flugverbindungen an.
Von 1999 bis 2001 wurde der Flughafen aufwendig umgebaut. Das Terminal wurde erweitert und weitere Parkplätze geschaffen. Neben neuen Flugsteigen wurde auch ein Gepäck-Transportsystem geschaffen, das den Anforderungen an einen modernen internationalen Flughafen gerecht wird. Die Zahl der Duty-free-Geschäfte wurde mit dem Ausbau erhöht, um den Passagieren einen besseren Service zu bieten. Mit dem Ausbau wurde die Möglichkeit geschaffen, die Anzahl der Flugbewegungen verdoppeln zu können.
Neu ist außerdem eine „Kidszone“, die jüngere Reisende ansprechen soll.
Nach Mitteilung des Flughafenbetreibers ist ein weiteres Terminal geplant, das mit zusätzlichen Einrichtungen die Abfertigung von dann bis zu 14 Millionen Passagieren ermöglichen soll. Im Jahr 2014 soll das Terminal fertig sein, das im Wesentlichen eine Erweiterung des Terminal 1 bilden wird. Die Erweiterung ist dringend nötig, denn der Flughafen ist für sechs Millionen Passagiere pro Jahr ausgelegt. Im Jahr 2009 lag die Passagierzahl aber bereits bei 8.125.617 Passagieren. Im Jahr 2011 waren es bereits 8.466.737.
Der Bau eines neuen Hauptterminals mit dem Namen Terminal 2 begann 2017 und soll 2025 abgeschlossen werden.
Am 23. Februar 2023 wurde der ICAO-Code OKBK in OKKK geändert.

## Zwischenfälle
- Am 15. Juli 1959 verunglückte eine Avro York C.1 der iranischen Persian Air Services (Luftfahrzeugkennzeichen EP-ADE) nahe dem Flughafen Kuwait. An der Maschine entstand Totalschaden. Nähere Einzelheiten sind nicht bekannt.[8]